# Eptatretus grouseri
Eptatretus grouseri is een soort uit de familie der slijmprikken (Myxinidae).